# 世界を売った男
『世界を売った男』（せかいをうったおとこ、原題：The Man Who Sold the World）は、デヴィッド・ボウイの第3作のアルバム。

## 背景
前作発表の後にボウイはライヴ専用のバンドの結成を試み、いくつかのセッションで親交を結んだ人物らを中心に、新たに以後グラム・ロック時代のボウイの女房役となるミック・ロンソン（g）を加えた「ハイプ」と名乗るライヴ・バンドを結成した。彼らは1970年2月にカムデン・タウンのラウンド・ハウスで最初のギグを行い始動している。
しばらくして「ハイプ」からジョン・ケンブリッジ（ds）が脱退し、ミック・ロンソンの元グループからミック・ウッドマンジー（ds）を同バンドに迎えて、『スペイス・オディティ』の収録曲でボウイのお気に入りであった「フリー・フェスティバルの思い出」をシングル用に再録音して、6月12日に発表した。
4月18日にボウイは新譜の制作に取り掛かり、「ハイプ」とシンセサイザー・プレイヤーのラルフ・メイスを迎えて本作の録音が開始された。プロデューサーでベース担当のトニー・ヴィスコンティは当時T・レックスの作品も手掛けており、作品全体として演奏の端々には新興を燻るグラムロックの影響が窺え、また収録曲の「ブラック・カントリー・ロック」はしばしばマーク・ボランのボウイ的解釈と評される。
本作完成後にヴィスコンティはT・レックス（マーク・ボラン）からより強力な連帯を求められ、またT・レックスが契約を結んだフライ・レコードと自らのプロダクション契約を結んだことなどからボウイの下から離れ、「ハイプ」には新たに『スペイス・オディティ』のセッションに参加していたハービー・フラワーズ（b）が加わり、またフラワーズがそのままプロデュースも務める形でシングル「ホリー・ホリー」が1971年1月17日に発表された。
表題曲は、1982年にミッジ・ユーロが（なお、このバージョンは2015年に発売されたステルスゲームの『メタルギアソリッドV ファントムペイン』で用いられている）、1993年にアメリカのロックバンドであるニルヴァーナがMTVアンプラグドにおいてカバーした。
英音楽誌NMEは、本作から「世界を売った男」（17位）、「ブラック・カントリー・ロック」（34位）の2曲を「NMEが選ぶデヴィッド・ボウイの究極の名曲1〜40位」に選んでいる。

## リリース
1970年11月4日にマーキュリー・レコードから米国盤が先行発売され、1971年4月にフィリップス・レコードから英国盤がジャケットを変更した形で発売された。詳細はアートワークを参照。
1972年にRCAレコードが本作の権利を買い取り、こちらもジャケットを異にした形で再発された。1990年にはEMI（米国ではRYKO）よりCD化され再発され、その際にボーナストラックとして未発表テイクが4曲追加されている。
リリース50周年を迎える2020年には、制作当初に予定されていたタイトルとアートワークを使用した記念盤『メトロボリスト』（原題：Metrobolist）としてリリースされた。
イギリスでのリリース50周年を迎える2021年には、本アルバムのリリースされた時期に録音された、未発表音源21曲を含む34曲が収録された作品『ウィドゥス・オブ・ア・サークル～円軌道の幅』（原題：The Width Of A Circle）がリリースされた。

## アートワーク
そもそもこのアルバムは1970年にアメリカで先行リリースされ、その際ジャケットにはアメリカのコミック『ヒューストン』のキャラクター、ヒューストン・カウボーイのイラストが描かれた物が使用された。その後、イギリスでも1971年にリリースされるが、前述のアメリカ盤のジャケットは不都合が生じたため使用されず、イギリスのフォトグラファー・キーフの撮影による、ソファーに横たわるドレス姿のボウイの写真が使用される事となった。
アメリカ盤ジャケットにおける不都合とは、描かれたイラストの建物や吹き出しに書かれたキャラクターのセリフ等が、当時精神病院に入院していたボウイの兄を表しており、それを懸念したボウイが差し替えを申し出たが間に合わず、アメリカ盤のみそのままリリースされてしまったのだという。また、キーフ撮影のイギリス盤ジャケットも初盤のみで早々に廃盤となり、一時期は高額で取引されていた。その後、1972年にRCAより再リリースされるが、この際もジャケットは変更され、バレリーナの様なポーズを取っているボウイの姿の写真が使用されている。他にも、ドイツでは特殊ジャケットでリリースされ、こちらも高額で取引されているなど、ボウイのアルバムの中でも最もジャケットの種類が多く、コレクター泣かせの作品となっている。

## 収録曲
| 全作詞・作曲: デヴィッド・ボウイ。 |                                                      |                    |                    |      |
| #                                  | タイトル                                             | 作詞               | 作曲・編曲         | 時間 |
| 1.                                 | 「円軌道の幅」(The Width of a Circle)                | デヴィッド・ボウイ | デヴィッド・ボウイ | 8:05 |
| 2.                                 | 「オール・ザ・マッドメン」(All the Madmen)           | デヴィッド・ボウイ | デヴィッド・ボウイ | 5:38 |
| 3.                                 | 「ブラック・カントリー・ロック」(Black Country Rock) | デヴィッド・ボウイ | デヴィッド・ボウイ | 3:32 |
| 4.                                 | 「アフター・オール」(After All)                      | デヴィッド・ボウイ | デヴィッド・ボウイ | 3:51 |

| #         | タイトル                                              | 作詞  | 作曲・編曲 | 時間 |
| --------- | ----------------------------------------------------- | ----- | ---------- | ---- |
| 5.        | 「ランニング・ガン・ブルース」(Running Gun Blues)     |       |            | 3:11 |
| 6.        | 「セイヴィア・マシン (救世の機械)」(Saviour Machine)  |       |            | 4:25 |
| 7.        | 「シー・シュック・ミー・コールド」(She Shook Me Cold) |       |            | 4:13 |
| 8.        | 「世界を売った男」(The Man Who Sold The World)        |       |            | 3:55 |
| 9.        | 「スーパーメン」(The Supermen)                        |       |            | 3:38 |
| 合計時間: | 合計時間:                                             | 40:37 |            |      |

| #   | タイトル                                                                       | 作詞 | 作曲・編曲 | 時間 |
| --- | ------------------------------------------------------------------------------ | ---- | ---------- | ---- |
| 10. | 「ライトニング・フライトニング」(Lightning Frightning (Previously Unreleased)) |      |            | 3:38 |
| 11. | 「ホリー・ホリー」(Holy Holy (Studio Version, 1971))                           |      |            | 2:20 |
| 12. | 「月世界の白昼夢」(Moonage Daydream (Arnold Corns Version))                    |      |            | 3:52 |
| 13. | 「君の意志のままに」(Hang Onto Yourself (Arnold Corns Version))                |      |            | 2:51 |

## スタッフ・クレジット

### 参加ミュージシャン
- デヴィッド・ボウイ - ボーカル、ギター
- ミック・ロンソン - ギター
- トニー・ヴィスコンティ - ベース
- ミック・ウッドマンジー - ドラムス
- ラルフ・メイス - シンセサイザー

### スタッフ
- トニー・ヴィスコンティ - プロデューサー、リミックス・エンジニア
- ケン・スコット - レコーディング・エンジニア
- キース・マクミラン - 写真撮影

## リリース履歴
| No. | 日付           | 国名           | レーベル                  | 規格            | 規格品番                               | 最高順位 | 備考                                   |
| --- | -------------- | -------------- | ------------------------- | --------------- | -------------------------------------- | -------- | -------------------------------------- |
| 1   | 1970年11月4日  | アメリカ合衆国 | マーキュリー・レコード    | LP              | SR-61325                               | 105位    | 「ヒューストン・カウボーイ」ジャケット |
| 2   | 1970年         | ドイツ         | マーキュリー・レコード    | LP              | 6338 041D                              | -        |                                        |
| 3   | 1970年         | イギリス       | フィリップス・レコード    | LP 8トラック CT | 6338 041 P8S 2103 PK 2103              | 26位     |                                        |
| 4   | 1972年         | イギリス       | RCAレコード               | LP              | LSP-4816                               | -        |                                        |
| 5   | 1972年         | ギリシャ       | RCAレコード               | LP              | RCLP 20245                             | -        |                                        |
| 6   | 1972年         | アメリカ合衆国 | RCAレコード               | LP              | AYL1-4654                              | -        |                                        |
| 7   | 1972年         | スペイン       | RCAレコード               | LP              | 38-452                                 | -        |                                        |
| 8   | 1972年         | フランス       | RCAレコード               | LP              | 461 006                                | -        |                                        |
| 9   | 1972年         | アメリカ合衆国 | RCAビクター               | オープンリール  | EPPA-4816                              | -        |                                        |
| 10  | 1973年         | スペイン       | RCAレコード               | LP CT           | NL-14654 NK-14654                      | -        |                                        |
| 11  | 1973年         | ユーゴスラビア | RCAレコード               | LP CT           | LSRCA-70520 CARCA-164                  | -        |                                        |
| 12  | 1973年         | ベネズエラ     | RCAビクター               | LP              | LPVS-1381                              | -        |                                        |
| 13  | 1976年         | 日本           | RCAレコード               | LP              | RVP-6125                               | -        |                                        |
| 14  | 1976年         | アメリカ合衆国 | RCAレコード               | LP              | AFL1-4816                              | -        |                                        |
| 15  | 1978年         | 日本           | RCAレコード               | LP              | PG-110                                 | -        | 廉価版                                 |
| 16  | 1982年         | ヨーロッパ     | RCAインターナショナル     | LP CT           | NL 84654 NK 84654                      | -        |                                        |
| 17  | 1983年         | 日本           | RCAレコード               | LP              | RPL-2123                               | -        |                                        |
| 18  | 1983年4月      | イギリス       | RCAインターナショナル     | LP              | INTS 5237                              | -        |                                        |
| 19  | 1983年         | カナダ         | RCAレコード               | LP              | AYL1-4654                              | -        |                                        |
| 20  | 1984年         | ドイツ         | RCAレコード               | CD              | PD 84654                               | -        |                                        |
| 21  | 1984年         | アメリカ合衆国 | RCAレコード               | CD              | PCD1-4816                              | -        |                                        |
| 22  | 1990年         | アメリカ合衆国 | ライコディスク            | CD CT           | RCD 10132 RACS 0132-2                  | -        | ボーナストラック4曲収録                |
| 23  | 1990年         | ヨーロッパ     | EMI                       | CD CT           | CDP 79 1837 2 CDEMC 3573 264-8 91837 4 | -        | ボーナストラック4曲収録                |
| 24  | 1990年         | 日本           | 東芝EMI                   | CD              | TOCP-6203                              | -        | ボーナストラック4曲収録                |
| 25  | 1990年         | スペイン       | EMI                       | CT              | 276-7918374                            | -        |                                        |
| 26  | 1990年         | ギリシャ       | EMI                       | LP              | 064-7918371                            | -        |                                        |
| 27  | 1990年         | イギリス       | EMI                       | LP              | EMC 3573                               | -        |                                        |
| 28  | 1990年         | ドイツ         | EMI                       | LP              | 064-79 1837 1                          | -        |                                        |
| 29  | 1990年         | イタリア       | EMI                       | LP              | 64 7918371                             | -        |                                        |
| 30  | 1990年         | アメリカ合衆国 | ライコディスク            | LP              | RALP 0132-2                            | -        | ボーナストラック4曲収録                |
| 31  | 1990年         | スペイン       | EMI                       | LP              | 076 791837 1                           | -        |                                        |
| 32  | 1990年         | ブラジル       | EMI                       | LP              | 066 791837 1                           | -        |                                        |
| 33  | 1997年         | アメリカ合衆国 | ライコディスク            | CD              | RCD 80132                              | -        | ボーナストラック4曲収録                |
| 34  | 1999年9月6日   | ヨーロッパ     | EMI                       | CD              | 521 9010                               | -        | 24ビット・デジタルリマスタリング       |
| 35  | 1999年9月28日  | アメリカ合衆国 | ヴァージン・レコード      | CD              | 7243 521901 0 2                        | -        | 24ビット・デジタルリマスタリング       |
| 36  | 1999年9月29日  | 日本           | 東芝EMI                   | CD              | TOCP/65306                             | -        | 24ビット・デジタルリマスタリング       |
| 37  | 2001年         | イギリス       | Simply Vinyl              | LP              | SVLP 264                               | -        |                                        |
| 38  | 2004年         | ドイツ         | マーキュリー・レコード    | LP              | 6338041D                               | -        |                                        |
| 39  | 2007年1月10日  | 日本           | 東芝EMI                   | CD              | TOCP-70142                             | -        | 紙ジャケット仕様                       |
| 40  | 2009年10月28日 | 日本           | EMIミュージック・ジャパン | SHM-CD          | TOCP-95042                             | -        |                                        |
| 41  | 2012年6月6日   | 日本           | EMIミュージック・ジャパン | CD              | TOCP-53529                             | -        |                                        |
| 42  | 2013年         | アルゼンチン   | マーキュリー・レコード    | LP              | MANODIDOS86                            | -        |                                        |